# Genridge Prijor
Genridge Prijor (Zaandam, 15 mei 1995) is een Nederlands voetballer die als linksbuiten voor ASWH speelt.

## Clubcarrière
Prijor speelde in de jeugd van Hellas Sport en AFC en werd later opgenomen in de opleiding van FC Volendam. In 2014 ondertekende hij zijn eerste professionele verbintenis. Prijor debuteerde voor FC Volendam in de Eerste divisie op 20 september 2014, toen in het Mandemakers Stadion met 1–3 werd gewonnen van RKC Waalwijk. Prijor moest van coach Hans de Koning starten op de reservebank en verving na 83 minuten spelen Kevin van Kippersluis. Aan het einde van het seizoen 2015/16 werd het aflopende contract van Prijor niet verlengd. Hij vond geen nieuwe profclub waarna hij zich samen met zijn broer Denzel aansloot bij FC Lisse. Na een jaar verkaste de linksbuiten naar ONS Sneek. In de zomer van 2020 trok Ajax Zaterdag Prijor aan. Een seizoen later trok hij naar OFC. Medio 2023 nam ASWH hem over.

## Clubstatistieken
| Seizoen | Club        | Competitie     | Competitie | Competitie | Beker | Beker | Overig | Overig | Totaal | Totaal |
| Seizoen | Club        | Competitie     | Wed.       | Dlp.       | Wed.  | Dlp.  | Wed.   | Dlp.   | Wed.   | Dlp.   |
| ------- | ----------- | -------------- | ---------- | ---------- | ----- | ----- | ------ | ------ | ------ | ------ |
| 2014/15 | FC Volendam | Eerste divisie | 6          | 0          | 2     | 0     | 2      | —      | 10     | 0      |
| 2015/16 | FC Volendam | Eerste divisie | 4          | 0          | 0     | 0     | —      | —      | 4      | 0      |
| Totaal  | Totaal      | Totaal         | 10         | 0          | 2     | 0     | 2      | 0      | 14     | 0      |

Bijgewerkt op 1 augustus 2023.